# Landkreis Berchtesgadener Land
Landkreis Berchtesgadener Land är ett distrikt (Landkreis) i Oberbayern i det tyska förbundslandet Bayern. Huvudorten är Bad Reichenhall.

## Geografi
Distriktet är i norra delen lite kuperat med några insjöar och har i södra delen andel av Alperna. Högsta berget är Watzmann som ligger 2 713 meter över havet. Distriktet gränser i norr och öster till distriktet Salzburg-Umgebung (Flachgau), i nordost till staden Salzburg, i sydost till distriktet Hallein (Tennengau), i söder till distriktet Sankt Johann im Pongau (Pongau) och i sydväst till Pinzgau i Österrike och i väster till Landkreis Traunstein i Tyskland.

## Ekonomi
Turismen är betydande i distriktet, främst i orterna Berchtesgaden, Ramsau bei Berchtesgaden, Bad Reichenhall och Schönau am Königssee. Dessutom finns större livsmedelsföretag, till exempel ett mejeri och chokladfabriken Paul Reber som på licens  framställer de kända Mozartkulorna.
Saltgruvan har idag bara 100 anställda och är dessutom en turistattraktion.